# Sellialveolina
Sellialveolina es un género de foraminífero bentónico considerado un sinónimo posterior de Pseudedomia de la subfamilia Rhapydionininae, de la familia Rhapydioninidae, de la superfamilia Alveolinoidea, del suborden Miliolina y del orden Miliolida. Su especie tipo era Sellialveolina viallii. Su rango cronoestratigráfico abarcaba el Cenomaniense (Cretácico superior).

## Clasificación
Sellialveolina incluye a las siguientes especies:
- Sellialveolina drorimensis †
- Sellialveolina maccagnoae †
- Sellialveolina viallii †